# 松原繁樹
松原 繁樹 (まつばらしげき、1950年10月11日 - ) は日本の政治家、元和歌山県串本町長（1期）。行政書士。

## 経歴
1950年10月11日に和歌山県串本町串本に生まれる。県立串本高等学校、広島大学政経学部(当時)を卒業。
1974年4月、和歌山県庁に入庁。以後、串本土木事務所、知事公室、行政管理課、和歌山県教育委員会、企画部、総務部、福祉保健部・指導検査室検査員を経て、2004年12月に退職。
2005年の(新)串本町長選挙で、合併前の(旧)串本町長を務めていた田嶋勝正を破って当選。

### 2005年(新)串本町長選挙
※当日有権者数：17,468人 最終投票率：83.38%（前回比：+2.98pts）
| 候補者名 | 年齢 | 所属党派 | 新旧別 | 得票数  | 得票率 | 推薦・支持 |
| -------- | ---- | -------- | ------ | ------- | ------ | ---------- |
| 松原繁樹 | 54   | 無所属   | 新     | 7,811票 | 54.3%  | -          |
| 田嶋勝正 | 46   | 無所属   | 新     | 6,574票 | 45.7%  | -          |

2009年の串本町長選挙では、前回破った田嶋勝正に敗れて落選。2009年4月30日に退任。

### 2009年串本町長選挙
※当日有権者数：16,541人 最終投票率：81.21%（前回比：-2.17pts）
| 候補者名 | 年齢 | 所属党派 | 新旧別 | 得票数  | 得票率 | 推薦・支持 |
| -------- | ---- | -------- | ------ | ------- | ------ | ---------- |
| 田嶋勝正 | 50   | 無所属   | 新     | 7,384票 | 55.9%  | -          |
| 松原繁樹 | 58   | 無所属   | 現     | 5,814票 | 44.1%  | -          |

その後、2011年の和歌山県議会議員選挙に東牟婁郡選挙区から民主党公認で立候補したが、落選した。

## その他
- 趣味は、囲碁、映画鑑賞、音楽鑑賞、釣り[2]